# Cygnus CRS Orb-1
Cygnus CRS Orb-1 nebo také Orbital 1 je druhou misí nákladní kosmické lodi Cygnus, kterou vyvinula a postavila společnost Orbital Sciences Corporation. Kosmická loď použitá při tomto startu byla pojmenována po astronautovi NASA Gordonu Fullertonovi. Start na raketě Antares z kosmodromu MARS (Mid-Atlantic Regional Spaceport) se uskutečnil 9. ledna 2014 v 18:07:05 UTC a po necelých třech dnech letu byla loď zachycena robotickou paží Canadarm 2, která se postarala o připojení lodi k Mezinárodní vesmírné stanici.

## Start
Start mise CRS Orb-1 byl původně naplánován na listopad 2013. Nicméně následovala série, díky které se start posunul na 20. prosince 2013. 17. prosince 2013 byla raketa s připojenou kosmickou lodí Cygnus vyvezena z integračního hangáru HIF (Horizontal Integration Facility) na startovací rampu 0A, kde byla vztyčena. Ale kvůli potřebě provést několik výstupů do volného kosmu z ISS byl start odložen a raketa byla zavezena zpět do hangáru. Start byl naplánován na ne dříve než 13. ledna 2014, ale poté byl přeplánován na 7. ledna 2014.
Mise Cygnus CRS Orb-1 nakonec, po dvou dalších odkladech v jednom případě způsoben nízkými teplotami na kosmodromu a v druhém případě zvýšenou radiací, odstartovala z rampy 0A na kosmodromu Mid-Atlantic Regional Spaceport (MARS) 9. ledna 2014 v 18:07:05 UTC. O start se postarala raketa Antares ve verzi 120, která vypustila kosmickou loď na nízké oběžné dráze Země (LEO). Krátce po oddělení od druhého stupně rakety Antares rozložila kosmická loď své solární panely, které jí dodávaly elektrickou energii během letu k a od ISS.
| Pokus číslo | Plánované datum startu         | Výsledek      | Doba od předchozího pokusu  | Důvod odkladu          | Datum oznámení odkladu      | Poznámky                                                 |
| ----------- | ------------------------------ | ------------- | --------------------------- | ---------------------- | --------------------------- | -------------------------------------------------------- |
| 1           | 20. prosince 2013 12:00:00 UTC | Odložen       | —                           | Technické důvody       | 17. prosince 2013 12:00 UTC | Odklad kvůli opravě chladicího systému na ISS.           |
| 2           | 7. ledna 2014 13:55:00 UTC     | Odložen       | 18 dní, 1 hodina, 855 minut | Špatné počasí          | 3. ledna 2014 12:00 UTC     | Odklad kvůli velmi nízkým teplotám.                      |
| 3           | 8. ledna 2014 13:32 UTC        | Zrušen        | 23 hodin, 37 minut          | Špatné kosmické počasí | 8. ledna 2014 8:00 UTC      | Pokus o start byl zrušen kvůli zvýšené solární aktivitě. |
| 4           | 9. ledna 2014 13:07:05 UTC     | Úspěšný start | 23 hodin, 35 minut          |                        |                             |                                                          |

## Přílet k ISS
Kosmická loď Cygnus dorazila k ISS 3 dny po startu, 12. ledna 2014. Po nezbytných kontrolách se loď přiblížila k ISS na 10 metrů, kde vyčkávala na zachycení robotickou paží Canadarm 2, k záchytu došlo v 11:08 UTC. Robotická paže se pak postarala o připojení lodi na dokovací port na modulu Harmony v 13:05 SEČ.

## Náklad
Kosmická loď na ISS dovezla 1 260 kilogramů nákladu, který zahrnoval:
- 424 kilogramů potřeb pro posádku
- 333 kilogramů staničního hardwaru
- 434 kilogramů vědeckých experimentů
- 48 kilogramů počítačového vybavení
- 22 kilogramů potřeb pro výstupy do volného vesmíru

Na palubě bylo také 33 cubesatů:
- Flock-1 (28x)
- ArduSat 2
- LituanicaSAT 1
- LitSat 1
- SkyCube
- UAPSat 1

## Konec mise
18. února 2014 v 10:25 UTC robotická paže Canadarm 2 oddělila kosmickou loď od stanice. Od robotické paže se pak loď oddělila v 11:41 UTC a provedla sérii manévrů, které zajistily odlet od stanice. 19. února pak kosmická loď vstoupila do atmosféry nad jižním Pacifikem, kde shořela i s 1 470 kilogramy nákladu.

## Galerie

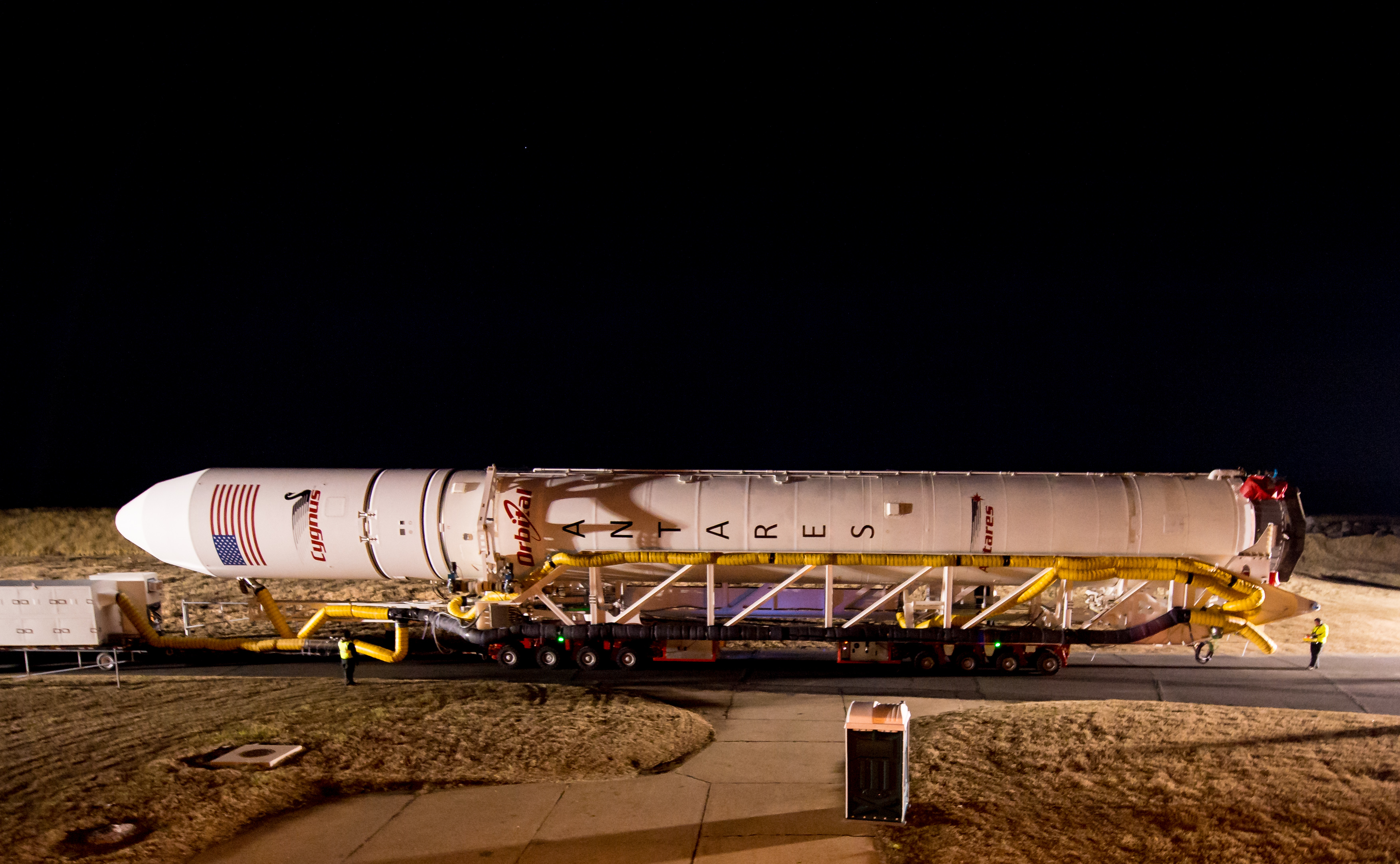
Vývoz rakety Antares na startovací rampu.
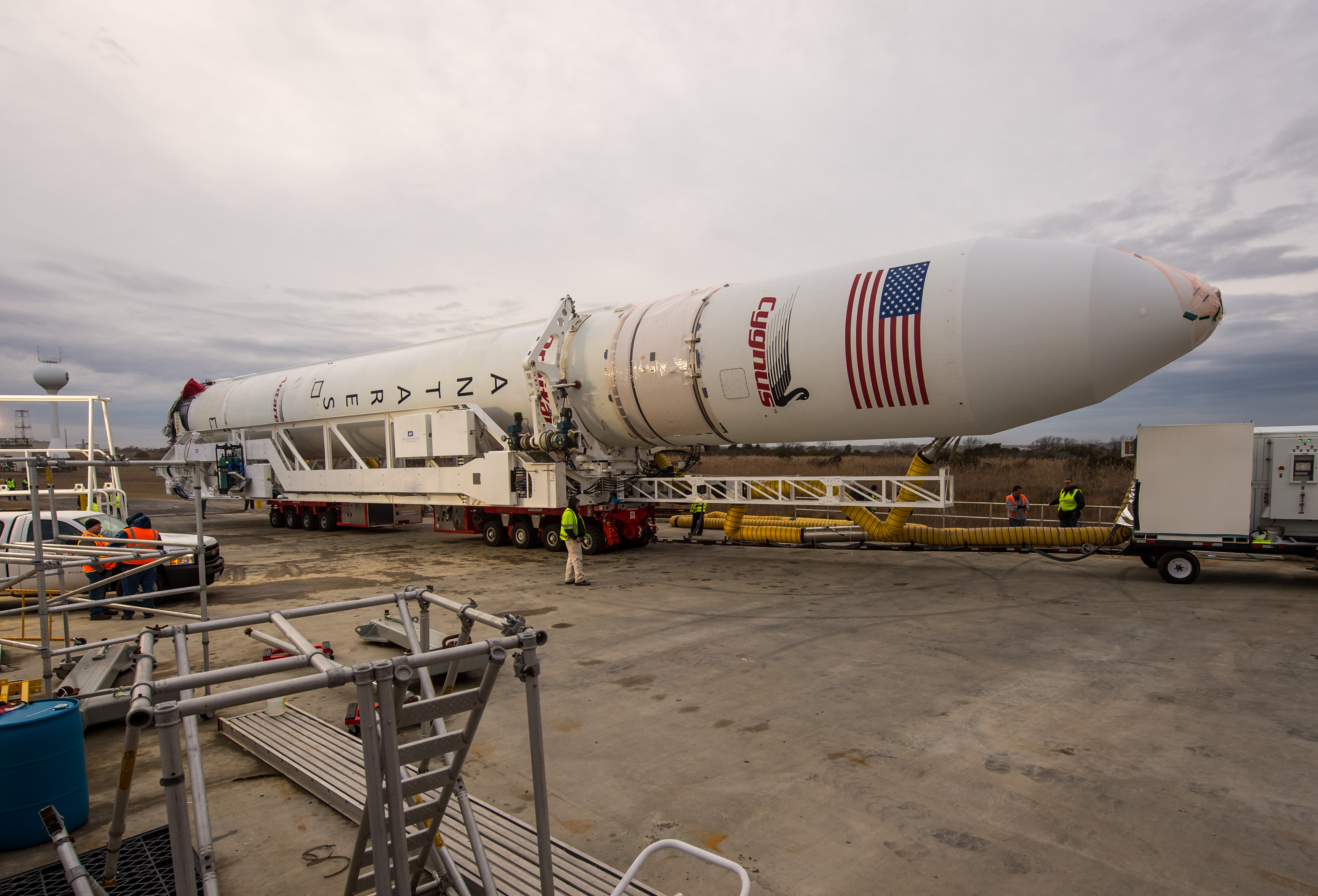
Vývoz rakety Antares na startovací rampu.
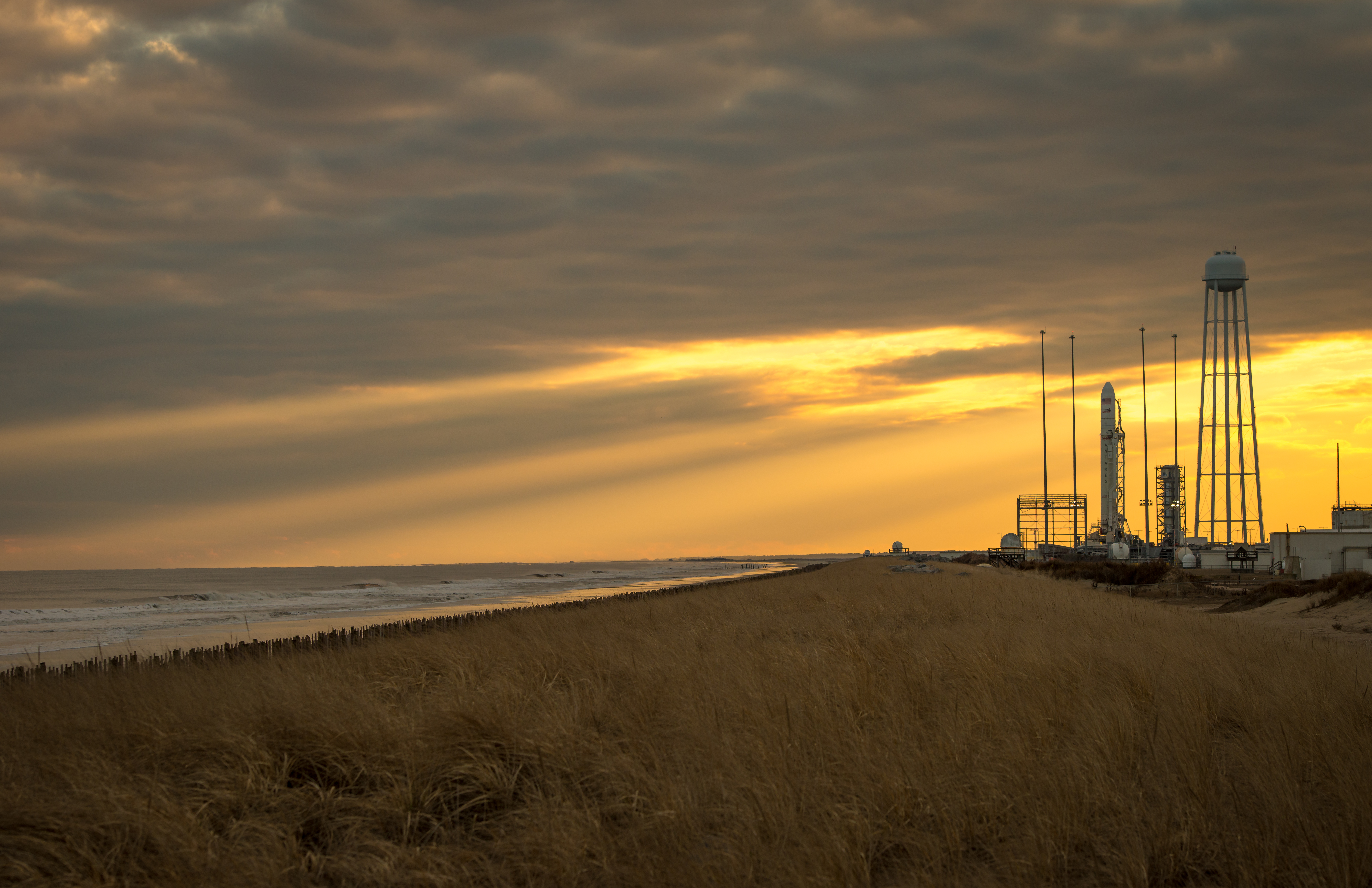
Raketa Antares na startovací rampě.
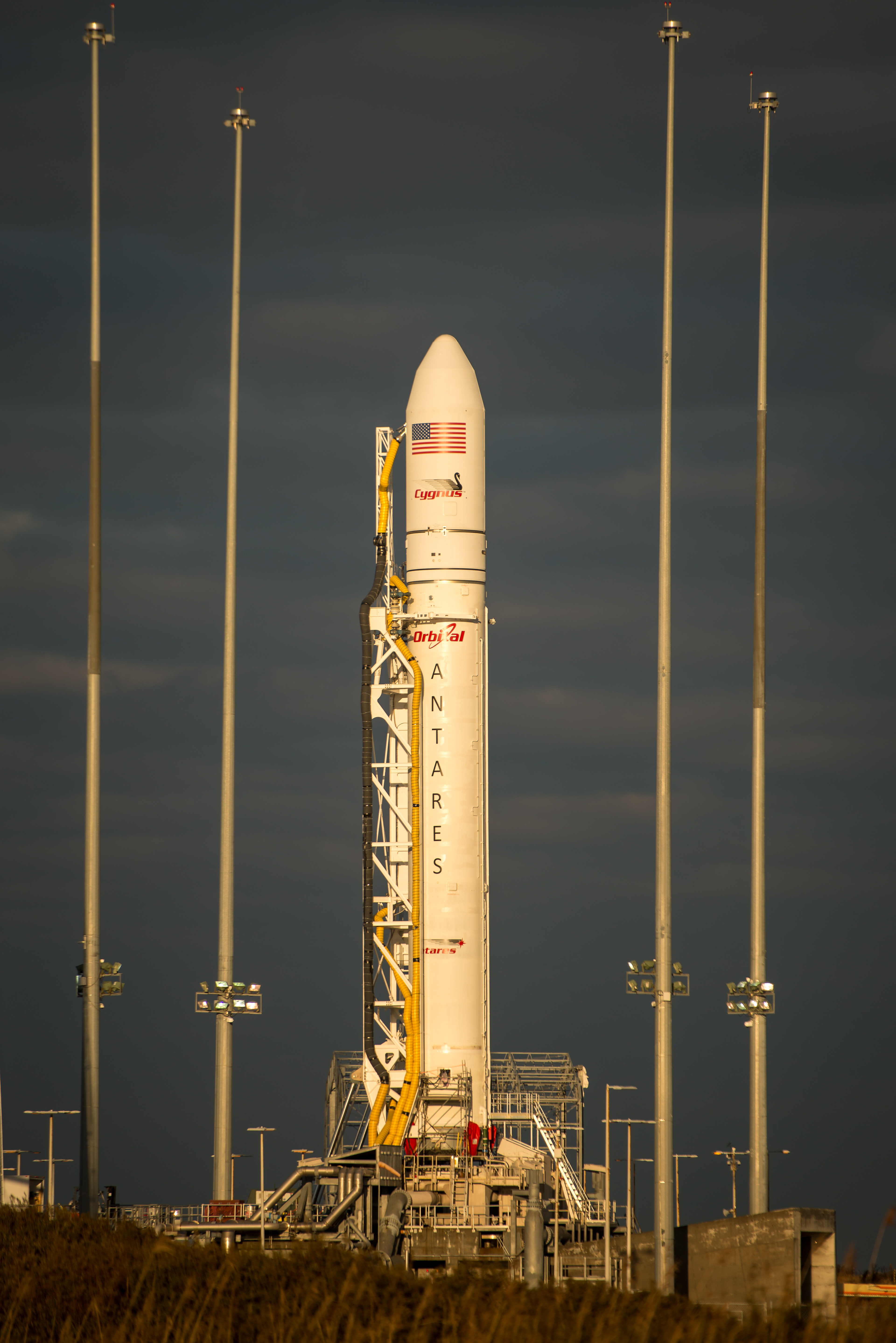
Raketa Antares na startovací rampě.
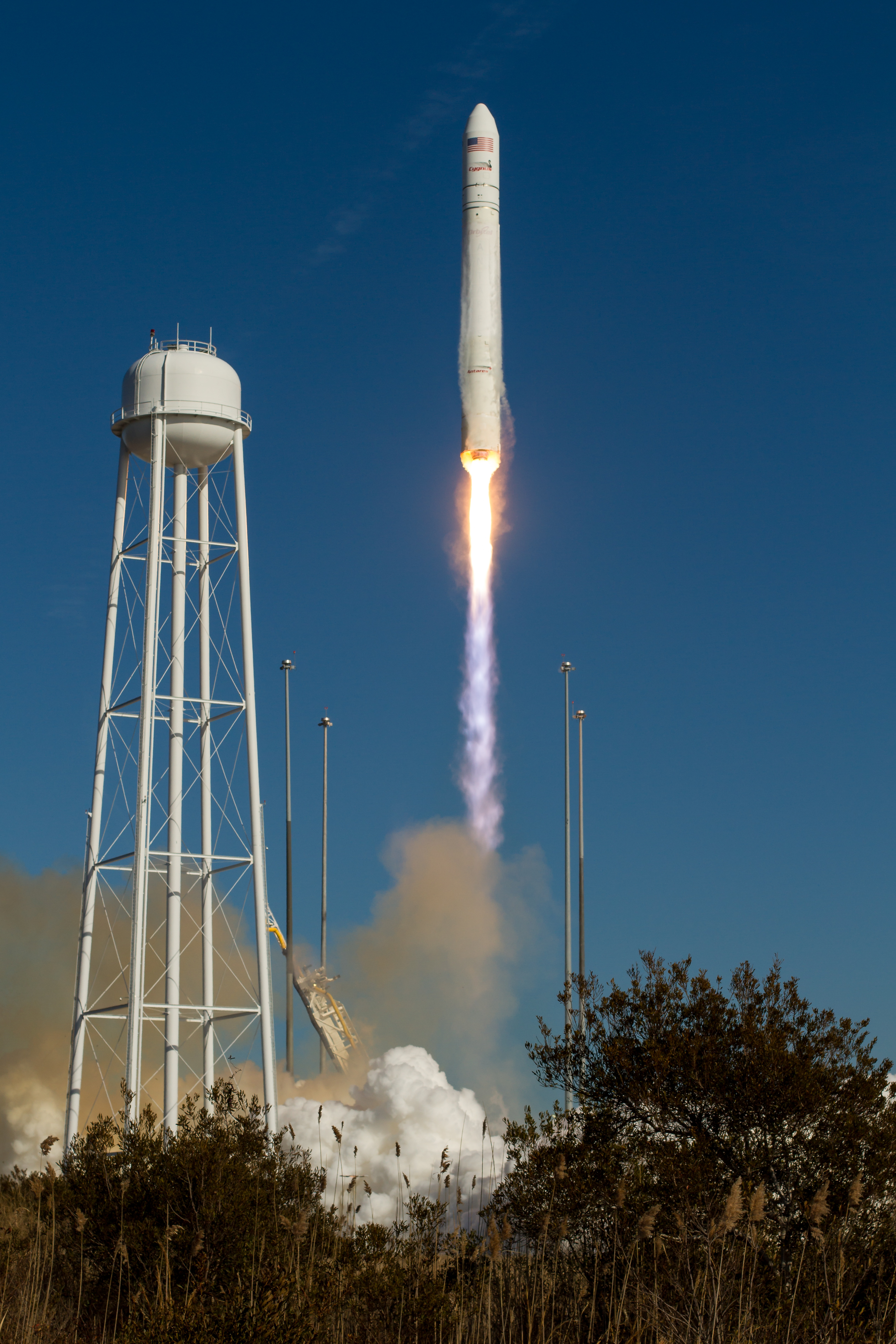
Start mise Cygnus CRS Orb-1.
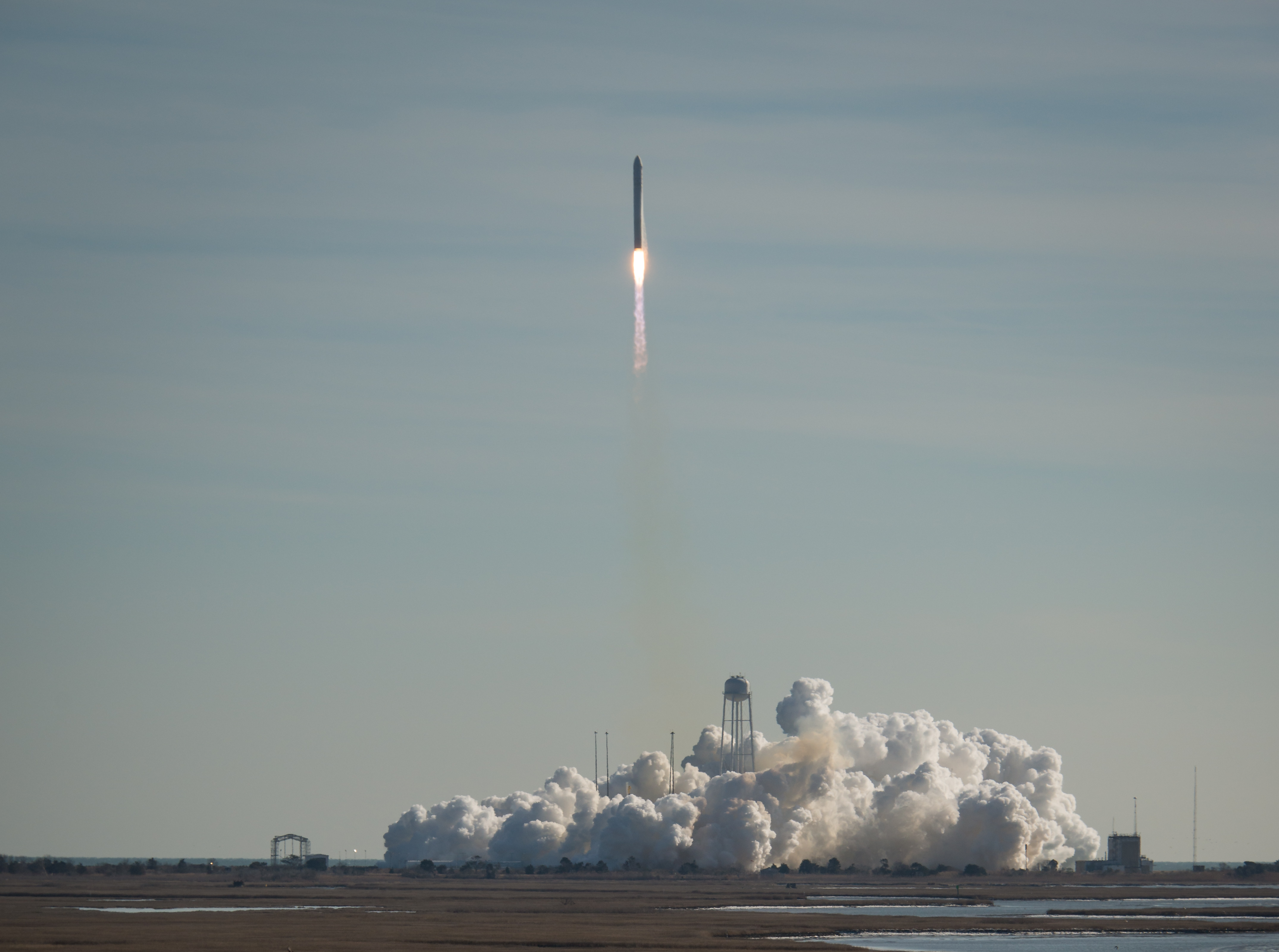
Start mise Cygnus CRS Orb-1.
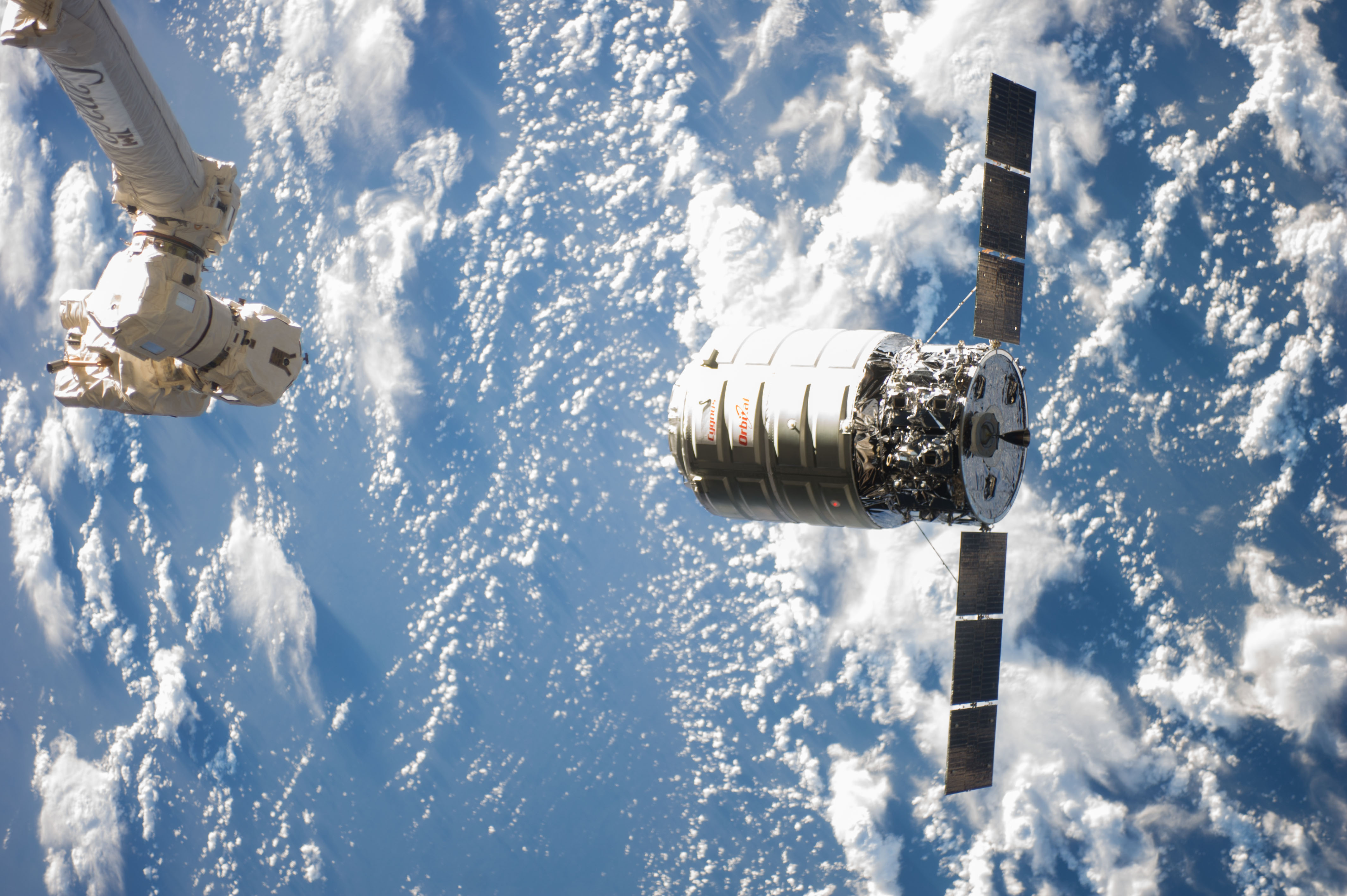
Cygnus CRS Orb-1 u ISS.